# Me 410
Me 410 ホルニッセ
英空軍に鹵獲されたMe 410A-3
10259号機 (1944年撮影)
- 用途：重戦闘機、戦闘爆撃機
- 分類：駆逐機、爆撃機
- 設計者：ヴァルデマール・フォイクト
- 製造者：

  - メッサーシュミット社
  - 北ドイツ・ドルニエ社
- 運用者： ドイツ国（ドイツ空軍）
- 初飛行：1942年
- 生産数：約1,200機[1]
- 運用開始：1943年
- 退役：1945年
- 運用状況：退役

Me 410 ホルニッセ（Messerschmitt Me 410 Hornisse ）は、第二次世界大戦中にドイツ空軍が使用した戦闘機。
愛称の「ホルニッセ (Hornisse)」はスズメバチの意。

## 概要
重戦闘機として設計された機体だが、高速爆撃機としても運用された。本機は基本的にMe 210を直接改修したものであったが、悪評や設計の短所があるMe 210との関連を嫌い、Me 410と命名された。

## 設計および開発
Me 210の開発は1939年から行われていたものの、この航空機は極めて不安定なことがわかり、完全な規模での量産が考慮されたことは全くなかった。レイアウトの改修はMe 210CおよびMe 210Dに対して行われ、これにはいくらか優れた点が認められた。そこでMe 210Dを使用して研究が進められ、従来の型式の代わりとして、この機体には「新規」の型式であるMe 410の使用が決定された。
Me 210とMe 410との間の大きな変化は、機体がより大型化されたこと、より強力なダイムラー・ベンツ DB 603Aエンジンへの換装があげられる。Me 210Cが使用したダイムラー・ベンツ DB 605が1,475PSであることに比較し、DB 603Aエンジンは1,750PS(1,730馬力、1,290kW)の発揮が確認された。エンジンの性能はMe 410の最高速度を625km/hへと増強し、また上昇率、実用上昇限度の顕著な改善が見られた。特に注目すべきは巡航速度であり、これは579km/hに上昇した。搭載容量も、機首下の爆弾倉に装着可能な量よりも、多くの兵装重量を携行できる点で改善された。この処理には50kg爆弾4個を懸吊するためのシャックルが翼下に加えられている。設計変更により、さらに680kgの搭載量がMe 210の元設計に対して加えられたが、余剰のエンジン出力はこうした相違点を十二分に補った。

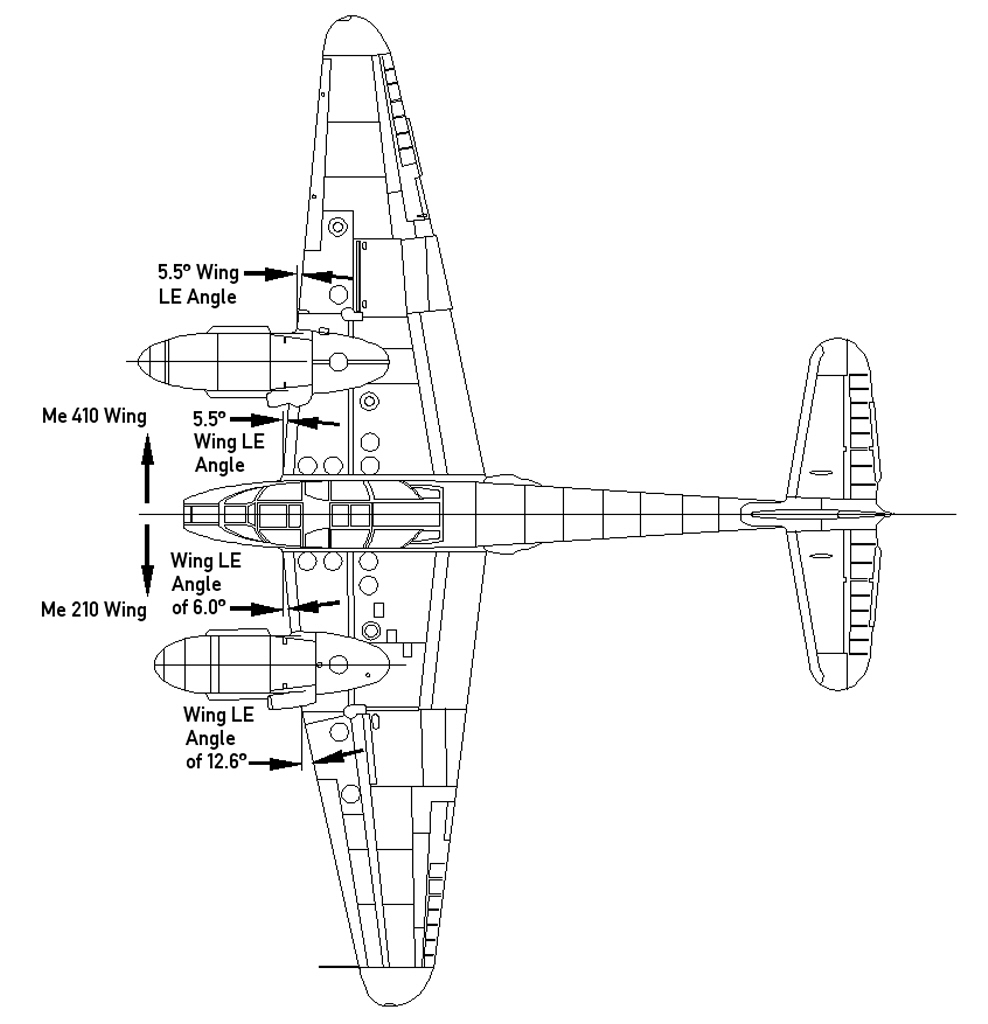
Me 210とMe 410を側面でつないだ、翼上面形の比較。

新しい形式の機体には、胴体部分の延長、新型で自動式の前縁スラットの変更点が含まれるが、これらは2つともMe 210で試験されており、劇的に操作性を改善させることが判明していた。スラットはもともと最初期のMe 210に装備されていたものであるが、量産型では貧弱な操作性を理由として撤去されていた。スラットには急激な旋回に入ると開く傾向があった。急旋回は翼前縁部分での空気圧の低下を引き起こしたが、もともとスラットは低速での着陸進入のために設計されており（この問題はBf 109Eの試作機において最初に観察された。）、これと類似して低圧での作動が促進されたことによる。これは航空機が滑らかな飛行を維持する上で問題を起こした。しかしながら横不安定性に関する主要な問題が処置された時、これはすでに本当の原因ではなくなっていた。初期のMe 210の翼は、以前のBf 110と比較して後方に空力中心を置いた翼平面図で設計されていた。また、翼平面図において、各エンジン・ナセルを越えた外翼部分に、内翼部の6.0度という前縁後退角よりもわずかに大きい12.6度の前縁後退角を与えた。こうしたことは、元設計のMe 210が飛行する際に酷い操作特性を示す結果に終わった。新しいMe 410の外翼は、Me 210と比較してもっと前に空力中心を持ってくるよう翼平面図が修正された。これは外翼と内翼の前縁後退角を同一とし、両方とも同じく5.5度の後退角を持たせて飛行中の操作性を改善した。
配備は原案で必要とされたよりも2年遅れており、1943年1月から開始され、1944年9月まで続いた。これにより、すべての形式を合計して1,160機が、メッサーシュミット・アウクスブルクおよびドルニエ・ミュンヘンで製造された。登場時、ドイツ航空兵が対峙する高性能の連合国戦闘機の集団を防ぐにあたり、増強された性能が充分ではなかったとしても、この機体は搭乗員から好評を以て迎えられた。

## 作戦
Me 410夜間爆撃機はイギリス空軍夜間戦闘機にとり捕捉しがたい目標となっていることが確かめられた。イギリス上空で作戦行動に従事した最初の部隊はV./KG 2であり、夜間のMe 410の最初の喪失は1943年7月13日/14日であった。この撃墜は英国空軍85飛行隊に所属するモスキートが果たしている。

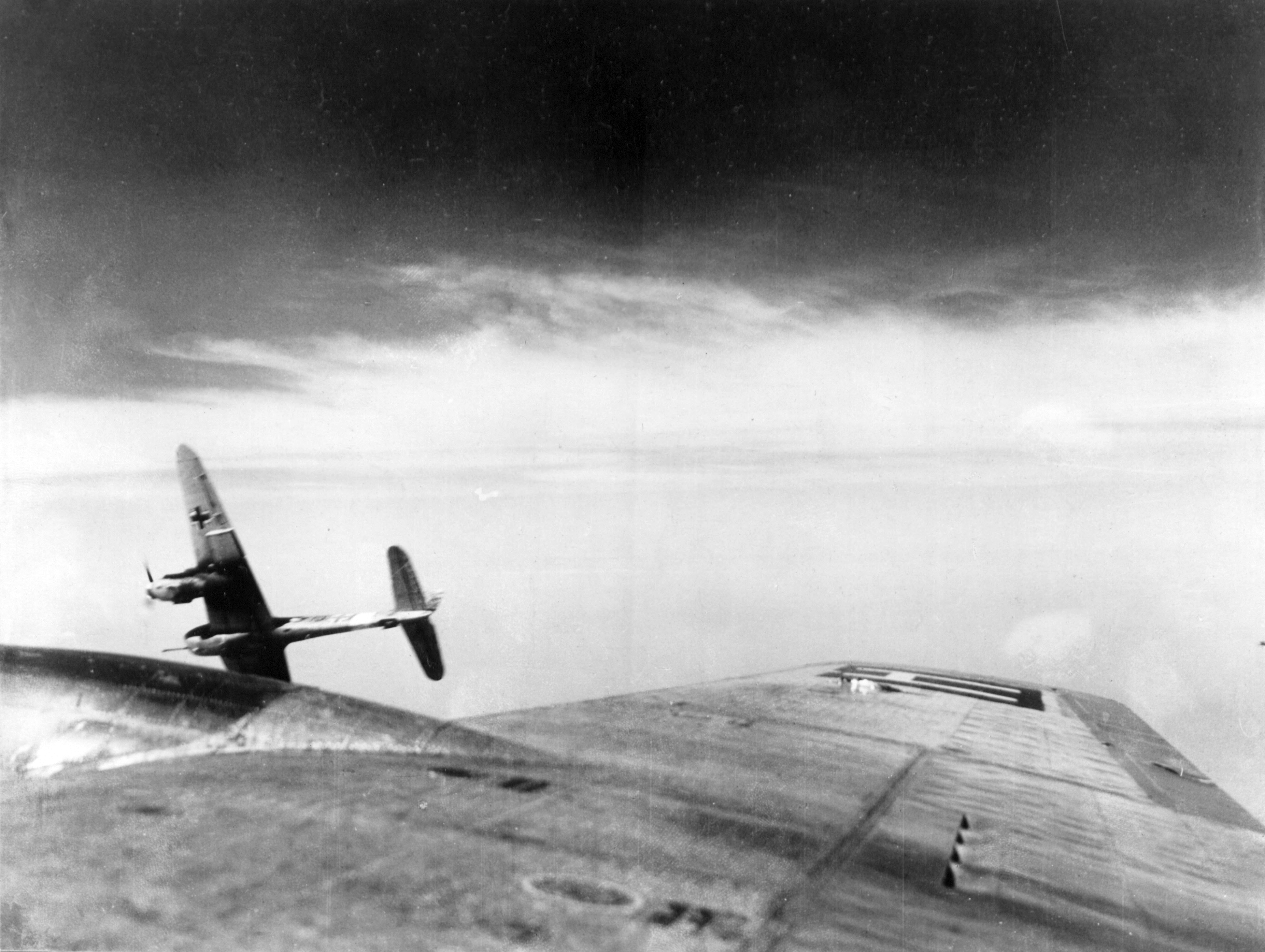
BK 5 機関砲を装備したMe 410 A-1/U4が、アメリカ陸軍航空軍のB-17に攻撃を終了し離脱する場面。

Me 410はまた、アメリカ陸軍航空軍の昼間爆撃機群に対し爆撃機駆逐機として使用された。ウムリュスト・バオゼッツェ工場で作られた改修キットによって、利用できる限りアップグレードした機体は全て、設計から採られた「/U」の接尾辞が付いた。Me 410 A-1/U2は、2門の20mm MG151/20機関砲を機首下部のウェポンベイに追加装着した。またA-1/U4では代わりとして「ボルトカノーネ」シリーズ、50mm BK 5 機関砲を装着した。多数のMe 410はまた、爆撃機編隊を崩すため、翼下に4基の発射管を備えた。これは改造された21cm WGr 21 ロケットランチャーである。2個の「航空団」、第26駆逐航空団および第76駆逐航空団は1943年後期に両隊ともMe 410を受領した。
これらの部隊は護衛のない爆撃機群に対して適切な成功を収め、アメリカ陸軍航空軍の昼間爆撃機編隊のうち相当数の撃墜に成功した。ドイツ空軍には不幸なことに、Me 410はP-51マスタングやスピットファイアのような軽量の単発戦闘機との格闘戦において敵たり得なかった。1944年の春、Me 410の編隊は、爆撃機群を護衛する連合軍の戦闘機集団と遭遇した。戦闘機群は通常、コンバット・ボックス編隊のかなり前方を飛行し、どのようなドイツ空軍の抵抗をも制して航空優勢を作り出した。結果、Me 410の以前の成功は今や、護衛された爆撃機群に対してはしばしばドイツ軍側の損害で相殺された。この一例としては、1944年3月6日、第8空軍の重爆撃機約750機によるベルリンへの攻撃中、Me 410は16機が撃墜され、戦果はB-17爆撃機8機とP-51 4機であった。これはMe 410の護衛に付けられたBf 109およびFw 190に撃墜されたものである。翌月、4月11日、ゾーラウ、ロストックとオシャースレーベンを攻撃中の第8空軍爆撃機を急襲したII.ZG 26のMe 410はまれな成功を報告し、味方機の損失なしで10機のB-17を撃墜した。しかし部隊の運は尽き、同じ急襲中、彼らの2度目の任務はP-51によって迎撃を受けた。この戦闘機群は8機のMe 410と3機のBf 110を破壊した。搭乗員16名が戦死、3名が負傷した。
1944年夏から、ヒトラーが好んだ爆撃機駆逐機であっても、Me 410の部隊は帝国防衛任務から外され、またその生産も単発戦闘機が要望されたために段階的に削減された。Me 410の飛行任務は偵察のためだけに残された。少数のMe 410はノルマンディー上陸作戦の間、ユンカースJu 188とともに高高度夜間偵察任務のため使用された。

## 派生型
標準的なAシリーズの機体は2挺の7.92mm MG 17 機関銃、および2門の20mm MG 151 機関砲を機首に装備した。これらはMe 410 A-1軽爆撃機として配備された。Me 410 A-2重戦闘機のもともとの計画は撤回されたが、これは　2連30mm MK 103 機関砲パックが時局に間に合わなかったためである。
Me 410Aは空対地兵器を携行するため、または追加の空対空兵装や他の兵器を内蔵するために爆弾倉を設けていた。当初、3形式の「ウムリュスト・バオゼッツェ」（工場製交換キット）が利用できた。
U1は撮影偵察任務のためにカメラの付属したパレットを内蔵した。
U2は2門の20mm MG 151/20機関砲と250発の弾薬を携行するもので、これは重戦闘機が使用した。
U4は50mm「ボルトカノーネ」シリーズの兵器であり、BK 5 機関砲と弾薬21発を携行するもので、これを搭載したMe 410AやMe 410Bは、両方とも爆撃機駆逐機専用となった。このBK 5 機関砲はIII号戦車の主砲、5cm Kw.K.39 L/60から派生した物である。この砲を搭載したMe 410は914m以上の距離から目標を撃つことが可能で、こうした距離では爆撃機の標準的な防御兵装であるM2ブローニング機銃、より正確には軽量銃身型の.50口径AN/M2航空機バージョンは無力化された。
しばしば起こった問題は弾詰まりと限られた弾薬携行数であり、さらにまた、大口径砲の540kgという追加重量を機首下部に装着しなければならなかった。これらから、他の対爆撃機仕様のMe 410、特にMG 151/20を追加装備した機体がもっと使用しやすく有効な機体となった。
偵察専用型であるMe 410 A-3は、追加のカメラと燃料を内蔵するため、より深められた胴体を装備した。Me 410 A-3は、1944年はじめに少数機が任務に従事し、「Fernaufklärungsgruppen」麾下の3個長距離偵察中隊が装備した。これらの部隊は1個が西部戦線に、2個が東部戦線に置かれた。
Me 410Bシリーズは、大まかにはAシリーズと同一であるものの、7.92mm MG 17を13mm MG 131 機関銃に換装した。原案では1,900馬力（1,400kW）のダイムラー・ベンツ DB 603Gエンジンが予定されたが1944年初期に開発が中止され、そこで全てのMe 410BがDB 603AもしくはDB 603AAを採用した。DB 603Gエンジンは最高速度を630km/hに上げ、巡航速度を595km/hとしたものの、自重もまた再び増えることとなった。このバージョンはAシリーズと同じもので、Me 410 B-1およびMe 410 B-3は初期のA-1やA-3型と同じ任務に就いた。またAシリーズが使用した「ウムリュスト・バオゼッツェ」工場製換装キットによるオプションも、同じものを用いた。
また、幾種類かの試験型が開発された。
Me 410 B-1 W.Nr.425416は機首にリボルバー式の六連装 WGr 21 ロケットランチャーを試験的に搭載し、1944年2月3日に発射実験を行ったが、ロケットのブラストが機首下部パネルを吹き飛ばし、失敗に終わった。
Me 410 B-5は胴体下部にシャックルを追加し、魚雷を懸吊した。また機首内部のMG 131を撤去、FuG 200 ホーエントヴィール550MHz UHFバンド海上哨戒レーダー用の区画を設けた。爆弾倉はこの型式では使用されず、長距離作戦に備えて容量650リットルの燃料タンクを収める区画が作られ、後方遠隔操作銃塔が700リットル入りの燃料タンクに置き換えられた。
Me 410 B-6は同様に対艦型として作り替えるものだったが、短距離の沿岸防衛任務のみに充てられる予定となっていた。この任務では魚雷を使わず、代わりにB-1に単純な改修を施し、FuG 200レーダーを搭載した。
Me 410 B-7/B-8はB-3偵察型を能力向上したもので、少数の試作に留まった。
Me 410Cは1944年初期に構想された高高度型である。2タイプの新しい翼設計があり、翼幅を18.25mもしくは20.45mに増強するものだった。大型化された主翼は主脚をじかに後方へ引き込むことができた。新型の自在エンジン架は、ダイムラー・ベンツ DB 603JZ、BMW 801J過給エンジン、ユンカース ユモ 213E 2段機械式過給エンジンのどれでも搭載可能であり、新しくて非常に幅広な4翅プロペラを回転させることができた。BMW 801星形エンジンは空冷式であり、またDB603とユモ 213は環状ラジエーターを用いたものであるが、これらは全てが機上に搭載される「クラフトアイ」（パワーエッグ）エンジンモジュールとして統一された。円滑な搭載と戦場での整備のためであり、このため翼下のラジエーターは撤去されている。エンジンが完成する前にMe 410の計画が停止されたため、生産機は1機も存在しない。
Me 410DはBシリーズの高高度性能を単純に能力向上させた型で、Cシリーズと改造程度は同じではない。本機はダイムラー・ベンツ DB 603JZエンジンで飛行するほか、妨害物を減らし、操縦士の視界を向上させるために胴体前部を見直した。また本機は戦略物資を節減するため、外翼外板部分を木製部品と交換した。少数が製造されたが、他の多くの試み同様、第二次世界大戦後期のドイツ航空界における航空機の木製化は、ヴッパータールで接着剤を作っていたゴルトシュミット・テゴ・フィルム工場がイギリス空軍の夜間爆撃により喪失したことで大きな打撃を受けた。利用可能な酸性の代替接着剤は、素材を接着するにはあまりに腐食性が強すぎたためである。また木製部品は失敗を起こしやすい傾向があった。
Bf 109Gに生産力を集中するため、最後には1944年8月に本機の生産が停止されたが、この時までに1,160機が生産されていた。この月の後、「緊急戦闘機計画」が発動された。

## 運用国
ナチスドイツ
- ドイツ空軍。1943年から1945年にかけてMe 410を主用した。
  - Stabsschwarm & 2.(F)/Aufklärungsgruppe 22
  - 1.(F)/Aufklärungsgruppe 33
  - 1.(F)/FAGr.121
  - 1.,2(Ekdo).,5.(F)/Aufklärungsgruppe 122
  - Seenotgruppe 80 (海上哨戒)
  - 9.,20./ZG 1「ヴェスペン」
  - 2.,4.,6.,Stab/ZG 26「ホルストヴェッセル」
  - 1.,2.,3.,/ZG 76
  - Eprobungskommando/(Z)25
  - 5.(nacht),14.(nacht),15.,16./KG 2 (夜間侵入)
  - 1.(Jagd),2.(nacht),5.(Erg/jagd),6./KG 51 「エーデルヴァイス」(長距離夜間任務)
  - 1./NJG 5 (モスキート追尾)
  - 3./NJG 1 (モスキート追尾)

イギリス
- イギリス空軍。戦争中および直後に2機を捕獲。
  - イギリス空軍No. 1426飛行隊。戦争中に1機のMe 410 A-1/U2を使用した。(WNr.10259機、イギリス空軍での機番はTF209)

ソビエト連邦
- ソ連空軍。戦後、1機のMe 410 B-2/U4 (WNr.130379)が使われた。

## 現存機体
Me 410は2機が現存する。

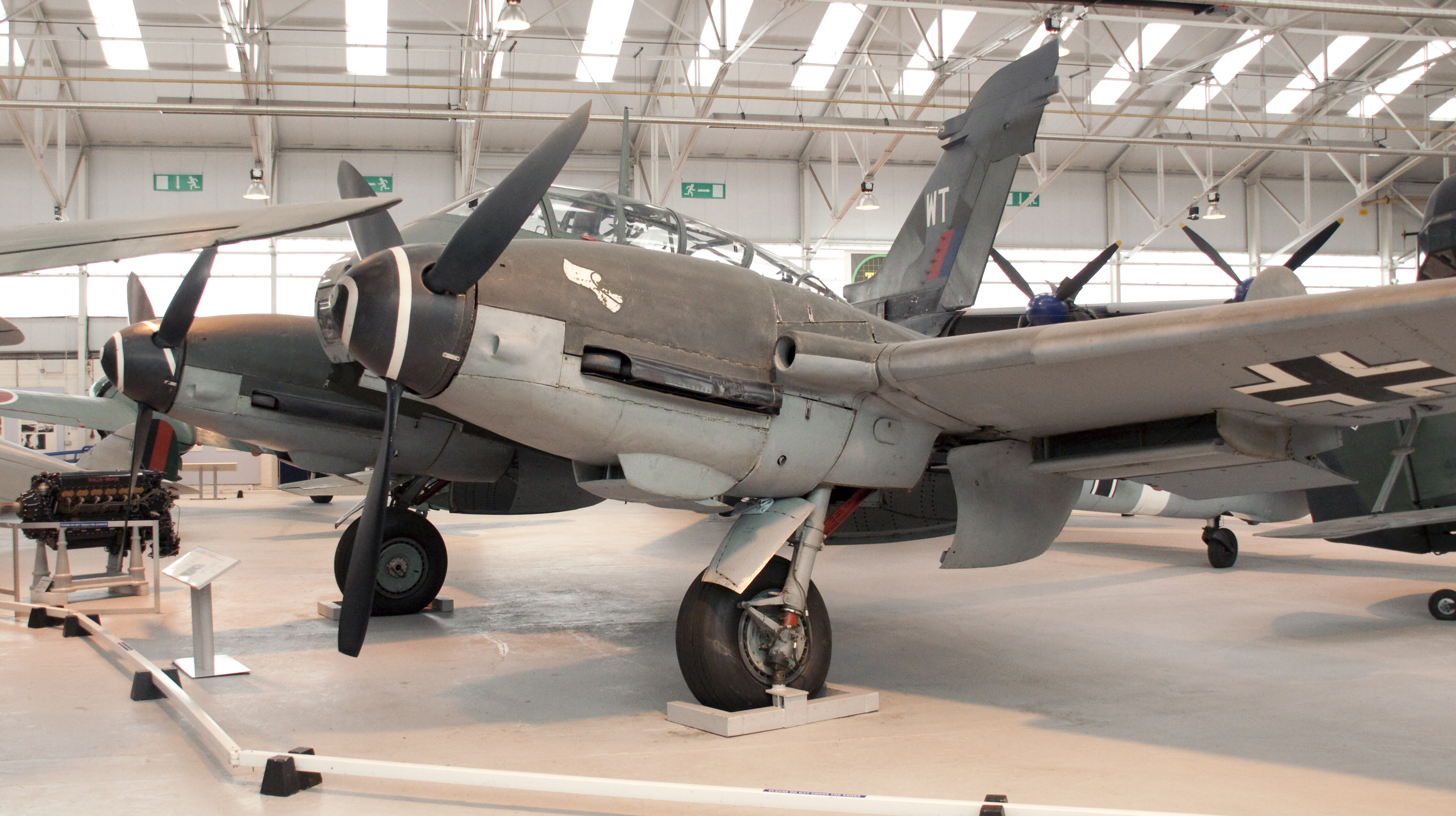
Me 410、W.Nr.420430機。イギリス空軍博物館のコスフォード館にある収蔵品。2009年

- Me 410 A-1/U2 (W.Nr.420430)

この機体はイギリス空軍博物館が収蔵するものの一つで、コスフォード館において公開展示状態にある。本機は1943年後期にアウクスブルクのメッサーシュミットにより製造された。第26駆逐航空団が1945年5月にデンマークのVaerloseで降伏する以前、本機を使用していた形跡がある。1945年、Me 410は、イギリスへ評価のため6機が引き渡され、本機はこのうちの1機であるが、後には1機のみが保管用に選ばれ、スクラップされるのを免れた。この機は1986年に修復作業を受け、この後、両エンジンが地上運転に成功した。1989年、機体はコスフォード館に移され、そこに留められたままとなっている。
- Me 410 A-3 (W.Nr.10018。この機体はMe 210の機体から作り替えられた。)

この機体はアメリカの国立航空宇宙博物館が保有しており、ポール・E・ガーバー維持・復元・保管施設にて修復作業を待つ状態にある。

## 諸元 (Me 410 A-1)
出典はWagner, RayおよびNowarra, Heinzの書籍に拠る。German Combat Planes: A Comprehensive Survey and History of the Development of German Military Aircraft from 1914 to 1945. New York: Doubleday, 1971, page 261.
主要諸元
- 乗員:2名（操縦士および銃手）
- 全長:12.4m
- 全幅:16.39m
- 全高:3.7m
- 翼面積:36.20m2
- 空虚重量:6,150kg
- 最大離陸重量:10,760kg
- 発動機:ダイムラー・ベンツ DB 603A 液冷式V型12気筒エンジン、2機、1,750 PS (1,726 hp, 1,287 kW)

性能
- 最大速度:624km/h
- 航続距離:2,300km（戦闘）
- 実用上昇限度:10,000m
- 6,000mへの上昇時間:10.7分

兵装
- 機銃
  - 7.92mm MG17機銃2挺、携行弾薬1,000発。前方へ射撃。
  - 20mm MG151/20機関砲2門、携行弾薬350発。前方へ射撃する。
  - 13mm MG131機銃2挺、携行弾薬500発。機銃はおのおの機体側面に設けられたFDSL 131/1B遠隔操作銃塔に搭載され、後方へ射撃する。
- 爆弾:上限1,000kgまで各種装備を使用可能[7]。